# کوبیسیستات
کوبیسیستات (انگلیسی: Cobicistat) (با نام تجاری Tybost) دارویی برای استفاده در درمان عفونت ویروس نقص ایمنی انسانی (HIV/ایدز) است. مکانیسم اصلی اثر آن مهار پروتئین CYP3A انسانی است.
مانند ریتوناویر (Norvir)، کوبیسیستات به دلیل توانایی آن در مهار آنزیم‌های کبدی که سایر داروهای مورد استفاده برای درمان HIV، به ویژه الویتگراویر، یک مهارکننده اینتگراز HIV را متابولیزه می‌کنند، مورد توجه است. با ترکیب کوبیسیستات با الویتگراویر، غلظت‌های بالاتری از دومی در بدن با دوز کمتر به دست می‌آید، که از نظر تئوری سرکوب ویروسی الویتگراویر را افزایش می‌دهد و در عین حال عوارض جانبی نامطلوب آن را کاهش می‌دهد. برخلاف ریتوناویر، تنها تقویت کننده دیگری که برای استفاده به عنوان بخشی از HAART تأیید شده‌است، کوبیسیستات به خودی خود فعالیت ضد HIV ندارد.